# Trox capensis
Trox (Phoberus) capensis là một loài bọ cánh cứng trong họ Trogidae.

## Hình ảnh

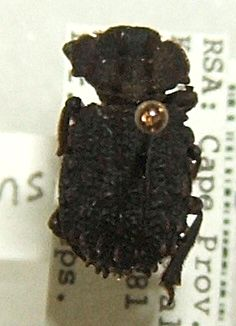